# Marcin Piekarski (saneczkarz)
Marcin Piekarski (ur. 21 września 1983 w Cieszynie) – polski saneczkarz, olimpijczyk.
Startował na Igrzyskach w Turynie. W konkurencji dwójek jechał razem z Krzysztofem Lipińskim. Zawody ukończyli na 17. pozycji.